# 圣马蒂厄德特雷维耶
圣马蒂厄-德特雷维耶（法語：Saint-Mathieu-de-Tréviers，法語發音：[sɛ̃ matjø də tʁevje]）是法国埃罗省的一个市镇，位于该省东北部，属于蒙彼利埃区。

## 地理
圣马蒂厄-德特雷维耶（43°46'11"N, 3°52'7"E）面积21.92 平方千米，位于法国奧克西塔尼大區埃罗省，该省份为法国南部沿海省份，南濒地中海，西南接奥德省，西北接塔恩省和阿韦龙省，东北与加尔省接壤。
与圣马蒂厄-德特雷维耶接壤的市镇（或旧市镇、城区）包括：蒙托、阿萨斯、丰塔内斯、居扎尔格、圣博济勒德蒙梅勒、圣克鲁瓦-德坎蒂亚格、圣让德屈屈勒、勒特里亚杜、瓦尔弗洛内斯。
圣马蒂厄-德特雷维耶的时区为UTC+01:00、UTC+02:00（夏令时）。

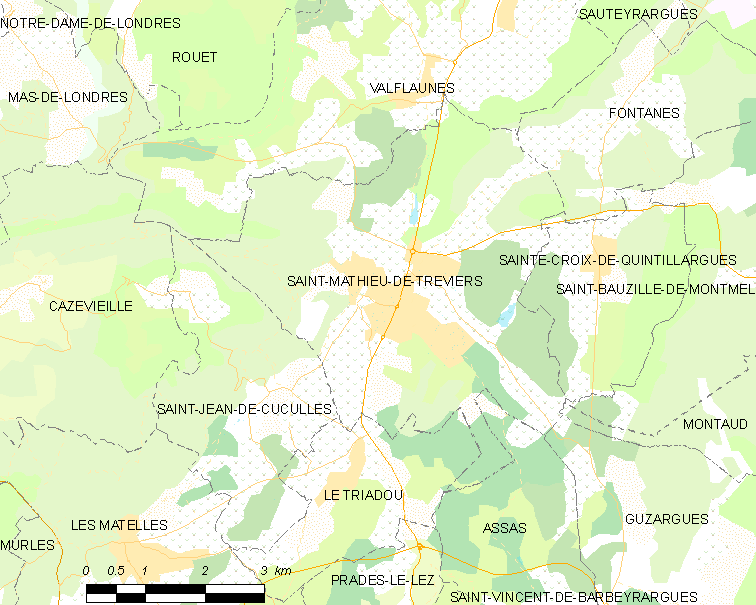
圣马蒂厄-德特雷维耶的OSM定位图

## 行政
圣马蒂厄-德特雷维耶的邮政编码为34270，INSEE市镇编码为34276。

## 政治
圣马蒂厄-德特雷维耶所属的省级选区为圣热利迪费斯克县。

## 人口

1962-2008年间圣马蒂厄-德特雷维耶人口变化图示

圣马蒂厄-德特雷维耶于2022年1月1日时的人口数量为4869人。